# Госпитальная улица (Павловск)

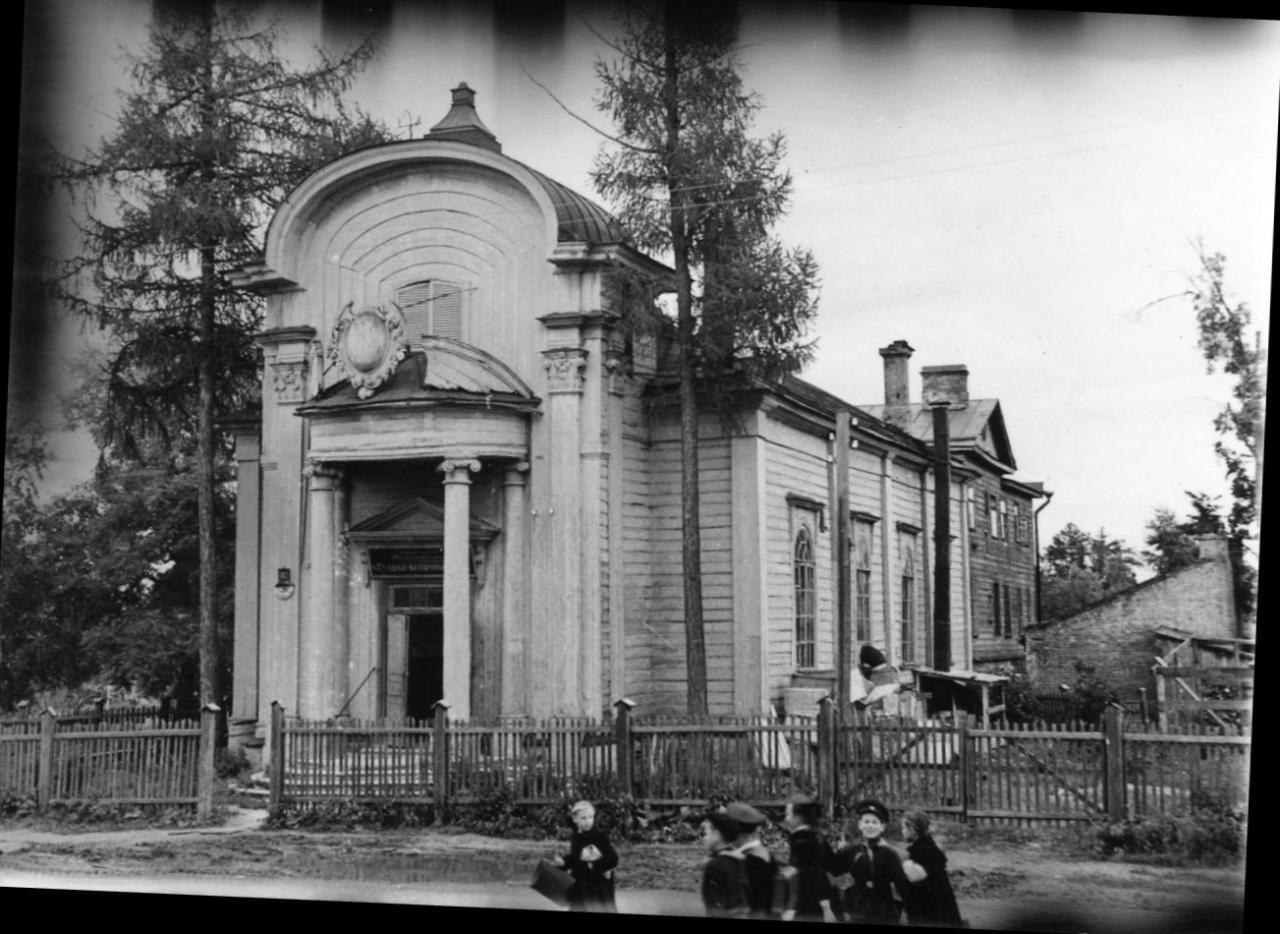
Лютеранская церковь св. Доротеи, фото примерно 1949 г.

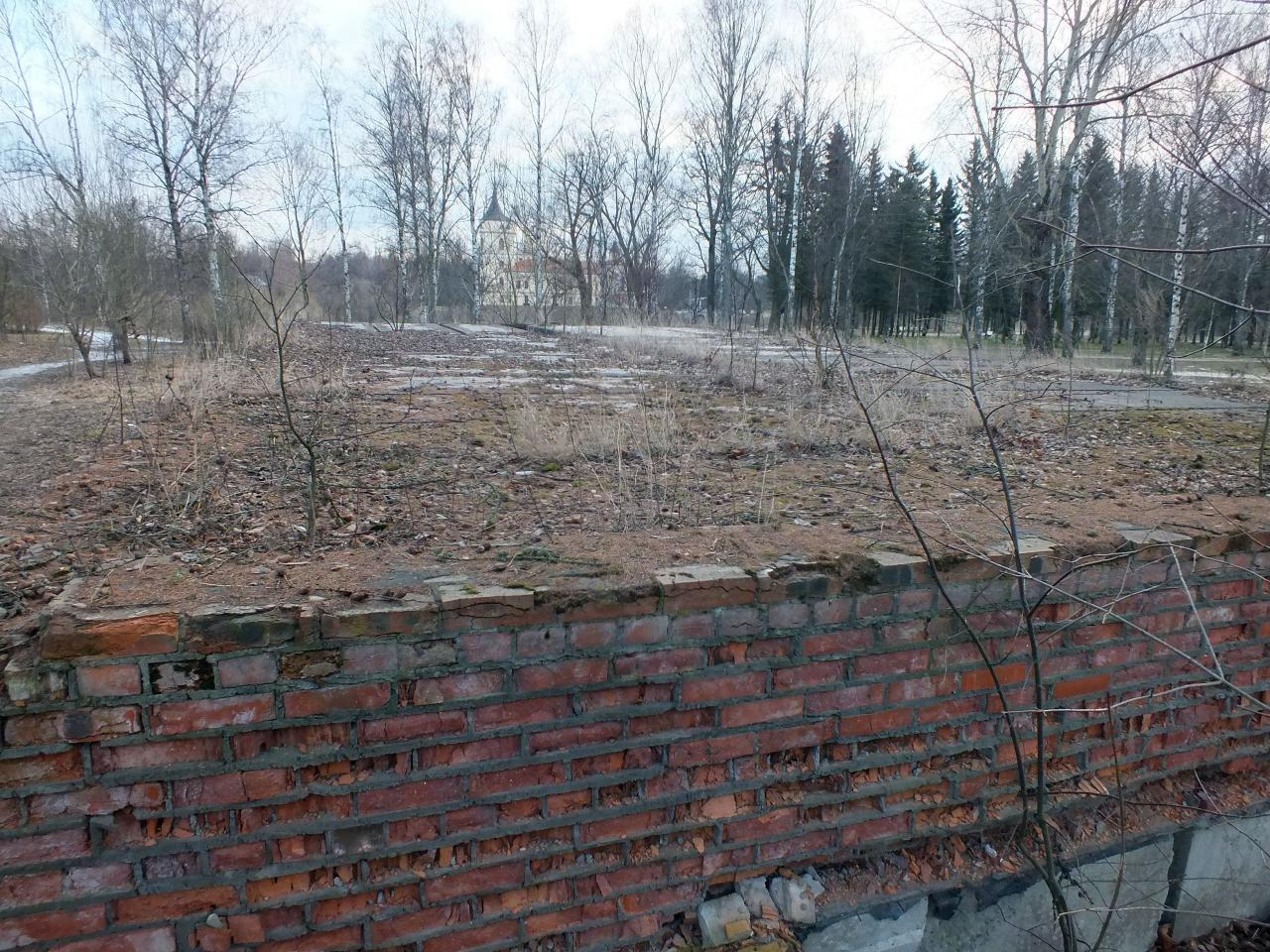
Восстановленный фундамент уже успел зарасти травой

Госпита́льная улица — улица в городе Павловске (Пушкинский район Санкт-Петербурга). Проходит от Садовой до Конюшенной улицы.
Первое название — улица по Слободе́ — известно с 1793 года. Его происхождение не объясняется.
В 1833 году улицу нарекли Госпитальной — по Мариинскому госпиталю при церкви Святой Марии Магдалины (Садовая улица, дом 17; ныне является объектом культурного наследия федерального значения).
Примерно в 1918 году Госпитальную улицу переименовали в улицу Марата — в честь французского революционера Ж.-П. Марата.
11 июня 2003 года было возвращено название Госпитальная улица.

## Примечательные здания и сооружения
- Дом № 9/20 (пересечение с ул. Первого Мая) — «Дом М. В. Савинской (дача семьи Пуниных)», объект культурного наследия. Деревянное здание было построено в 1872—1876 годах, предположительно, по проекту архитектора Ивана Яковлевича Потолова, для Марии Васильевны Савинской. Её сыном был известный портретист Василий Савинский. В конце 1890-х в здании проживала семья Пуниных, здесь прошли детские годы Николая Пунина, гражданского супруга Анны Ахматовой[4][5]. В 2018—2021 году прошла реставрация здания, были добавлены ризалиты и балкон. По утверждению собственника, дому вернули исторический облик, проектную документацию согласовал КГИОП[6].

## Перекрёстки
- Садовая улица
- улица Просвещения
- улица Первого Мая
- Песчаный переулок
- Медвежий переулок
- Елизаветинская улица
- Конюшенная улица